# Betsy Heimann
Betsy Heimann (às vezes creditada como Betsy Faith Heimann), nascida em Chicago, Illinois, é uma figurinista de Hollywood.

## Filmografia
- Rush Hour 3
- Lady in the Water
- Be Cool
- Red Dragon
- Vanilla Sky
- Almost Famous
- Out of Sight
- Jerry Maguire
- 2 Days in the Valley
- Get Shorty
- Pulp Fiction
- Reservoir Dogs